# Иань (Цицикар)
Иа́нь (кит. упр. 依安, пиньинь Yī'ān) — уезд городского округа Цицикар провинции Хэйлунцзян (КНР). Название уезда происходит от сокращения маньчжурского родового имени Икэминъань.

## История
Во времена империи Цин эти земли были выделены роду Икэминъань за успехи в войне против джунгар. После Синьхайской революции они входили в состав нескольких административных единиц, а в 1929 году здесь был образован отдельный уезд Иань.
В октябре 1947 года, в связи с тем, что правление уезда размещалось в посёлке Тайань, уезд Иань был переименован в уезд Тайань (泰安县). В мае 1952 года в связи с тем, что в провинции Шаньдун также имелся уезд Тайань, данному уезду было возвращено первоначальное название.
С августа 1958 года уезд Иань находился в составе Специального района Нэньцзян (嫩江专区, впоследствии — Нэньцзянского округа (嫩江地区)), а когда он в 1960—1961 был временно ликвидирован — подчинялся непосредственно Цицикару. Когда в 1985 году Нэньцзянский округ был расформирован, Иань стал уездом городского округа Цицикар.

## Административное деление
Уезд Иань делится на 5 посёлков и 10 волостей.
| №  | Название | Название (кит.) | Статус  | Население чел. (2010) | На карте                         |
| -- | -------- | --------------- | ------- | --------------------- | -------------------------------- |
| 1  | Иань     | 依安镇          | поселок | 88983                 | 47°53′19″ с. ш. 125°18′14″ в. д. |
| 2  | Илун     | 依龙镇          | поселок | 45215                 | 47°28′15″ с. ш. 125°21′29″ в. д. |
| 3  | Чжунсинь | 中心镇          | поселок | 44288                 | 47°41′06″ с. ш. 125°19′48″ в. д. |
| 4  | Синьсин  | 新兴乡          | волость | 41015                 | 47°44′05″ с. ш. 125°00′47″ в. д. |
| 5  | Сяньфэн  | 先锋乡          | волость | 27320                 | 48°01′02″ с. ш. 125°05′47″ в. д. |
| 6  | Саньсин  | 三兴镇          | поселок | 27262                 | 47°36′59″ с. ш. 125°02′11″ в. д. |
| 7  | Фужао    | 富饶乡          | волость | 27206                 | 47°24′50″ с. ш. 125°32′38″ в. д. |
| 8  | Синьтунь | 新屯乡          | волость | 26580                 | 47°51′57″ с. ш. 125°04′47″ в. д. |
| 9  | Янчунь   | 阳春乡          | волость | 24099                 | 47°45′48″ с. ш. 125°29′30″ в. д. |
| 10 | Хунсин   | 红星乡          | волость | 22050                 | 47°57′07″ с. ш. 125°14′25″ в. д. |
| 11 | Шуанъян  | 双阳镇          | поселок | 21696                 | 47°33′24″ с. ш. 125°35′40″ в. д. |
| 12 | Шанъю    | 上游乡          | волость | 20945                 | 47°58′47″ с. ш. 125°18′48″ в. д. |
| 13 | Синьфа   | 新发乡          | волость | 20556                 | 47°50′17″ с. ш. 125°28′03″ в. д. |
| 14 | Тайдун   | 太东乡          | волость | 20236                 | 47°54′05″ с. ш. 125°27′54″ в. д. |
| 15 | Цзефан   | 解放乡          | волость | 19927                 | 47°38′59″ с. ш. 125°29′35″ в. д. |

## Соседние административные единицы
Уезд Иань на западе граничит с уездом Фуюй, на севере — с городским уездом Нэхэ, на северо-востоке — с уездом Кэшань, на востоке — с уездом Байцюань, на юго-западе — с городским округом Дацин, на юго-востоке — с городским округом Суйхуа.